# Очевидное — невероятное
«Очеви́дное — невероя́тное» — советская и российская научно-популярная телепрограмма, выходившая с 1973 по 2012 год. Первый выпуск передачи («Космос») вышел на экраны 24 февраля 1973 года. Бессменным ведущим передачи был советский и российский учёный-физик, профессор Сергей Петрович Капица (1928—2012), автором и вдохновителем — учёный-физик и лимнолог, журналист, популяризатор науки Лев Николаевич Николаев (1937—2011).

## История

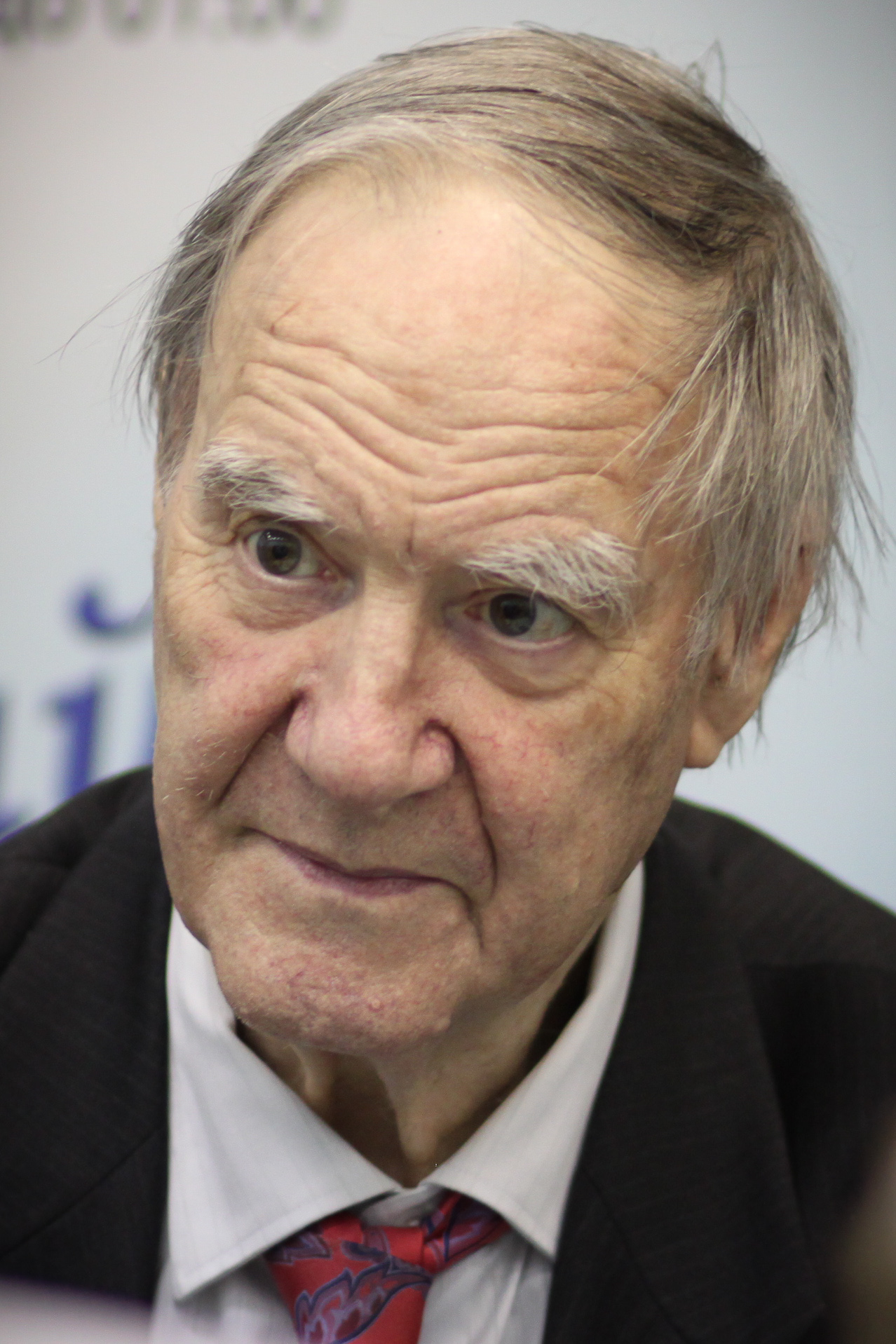
Сергей Капица — бессменный ведущий передачи с 1973 по 2012 год

В передаче рассказывалось о науке и технике, изобретениях, освещались философские, культурные и психологические проблемы научно-технического прогресса, делались прогнозы на будущее. Информация тщательно проверялась профессионалами в своих областях.
Изначально идея заключалась в объединении в регулярную телепрограмму разрозненных научно-популярных фильмов, которые показывались в небольших просмотровых залах в городах СССР. По задумке авторов программы ведущий должен был произносить перед показом фильма вступительное слово. Но позже формат изменился — основой передач стали интервью с учёными и специалистами, не столько популяризирующими науку, сколько объясняющими, как наука существует в обществе. Главной идеей программы стала наука как часть культуры.
Первыми режиссёрами программы были Борис Левкович и Виктор Есин. Текстовое и иллюстративное содержание лежало на Сергее Капице. Через три месяца после создания программы к творческой команде присоединился учёный-физик Лев Николаев. «У Петра Капицы было не два сына, а три, потому что Николаев был прямым продолжателем его дела, популяризатором науки», — свидетельствует автор программы, лауреат премии «ТЭФИ» Наталия Спиридонова.
В советское время программа «Очевидное — невероятное», ориентированная на широкую аудиторию, имела сравнительно высокую для научно-образовательных программ популярность. В 2009 году Капица замечал, что тогда аудитория программы составляла «миллионов двадцать. Первый канал, хорошее время. У нас и сейчас рейтинги довольно приличные. Порядка пяти-шести миллионов телезрителей».
В 1980 году создатели программы Сергей Капица и Лев Николаев были удостоены Государственной премии СССР.
В 1992—1995 годах передача выходила на 1-м канале Останкино, в 1995—1998 годах — на канале ОРТ (в 1996 году номинировалась на премию «ТЭФИ» в категории «Лучшая авторская программа»), в 1998 году — на канале РТР, в 1998—1999 годах — на канале «Культура» (под названием «Очевидное — невероятное: XXI век»), в 1999—2000 годах — на дециметровом телеканале «Прометей АСТ».
О закрытии программы на первой кнопке Капица впоследствии вспоминал следующим образом:
— «Первый канал» требовал, чтобы я, во-первых, громил советскую науку и, во-вторых, не возражал против всякой лженауки. Я отказался категорически. Тогда меня выгнали оттуда.

— Просто так поставили вопрос ребром?

— Именно так. Циничными они были.

— Молодёжь, которая пришла на телевидение?

— Да, новое руководство. Какие у них были политические установки, можно видеть по результатам их деятельности. Это интеллектуальный разгром России. Иначе я характеризовать их деятельность не могу.
С 25 мая 2002 по 12 августа 2006 года программа под оригинальным названием выходила на ТВЦ по субботам в дневное время, реже в вечернее или ночное время будних дней. Формат программы при этом был обновлён в соответствии с реалиями современного телевидения:

Из неё ушли сон и покой, которые часто навеивал на зрителей милый, но очень старомодный ведущий. Теперь энергетика «Очевидного — невероятного» полностью организована режиссёрской волей. Никто не любуется пространными планами ведущего, излишне длинно и витиевато задающего простой вопрос своему визави. Из диалогов, не менее содержательных, чем прежде, изгнаны пафос и велеречивость. Они смонтированы в жёстком и динамичном современном ритме. И, надо заметить, академической дискуссии это идёт необыкновенно. Сказанное приобретает характер обязательного знания — информации, так же жизненно необходимой каждому, как выпуски программы новостей. Режиссёр перемежает диалог сюжетами, снятыми и смонтированными не как иллюстрация к выше- или нижесказанному. Они — контрапункт программы, то, что объединяет разговор учёных мужей с реальностью, заставляет заинтересоваться им человека, мыслящего тоскливыми среднеарифметическими категориями, а не только тех, кто с утра до вечера думает исключительно об общественном благе. И это, конечно же, благо не только для программы, но и для тех, во имя кого она делается.

В августе 2006 года после изменения концепции вещания на ТВЦ программа была убрана из сетки вещания телеканала. Перед уходом программы с ТВЦ руководство канала просило Капицу и творческий коллектив пересмотреть её структуру и обновить в соответствии с новой концепцией вещания — разбавить беседу с гостем тематическими спецрепортажами на широкий спектр тем. Продюсер Светлана Попова рассказывала об этом так:

Мы обновили проект. После первой беседы с гендиректором канала Александром Пономарёвым наша программа стала динамична, половина беседы ушла за кадр. Не могу понять логики ТВЦ — программа недорогая, и проблема не в деньгах. Наверное, кому-то хочется воспитывать телезрителей без умных программ…

Генеральный продюсер канала Александр Олейников заявил, что «Очевидное — невероятное» было закрыто на ТВЦ из-за неконкурентоспособности, как проект, не приносящий каналу прибыли.
12 февраля 2007 года программа вышла в эфир на телеканале «Россия» и просуществовала в его эфире до 26 июня 2010 года. Формат передачи был вновь изменён: она стала представлять собой обсуждение на какую-либо тему в формате круглого стола (вместе с ведущим в дискуссии участвовало от 1 до 3 человек). Изначально программа выходила на «России» в ночное время, но со временем стала выходить по субботам утром или днём, при этом в регионах перекрывалась включением региональных филиалов ВГТРК.
24 февраля 2008 года программе исполнилось 35 лет. В том же году Сергей Капица получил специальный приз «ТЭФИ» за личный вклад в развитие российского телевидения как бессменный ведущий программы.
С 7 августа 2010 по 26 мая 2012 года программа выходила в эфир еженедельно по субботам в обеденное время на канале «Россия-Культура» в прежнем формате (в данный период времени она производилась при финансовой поддержке Федерального агентства по печати и массовым коммуникациям), после чего ушла в летний отпуск. После смерти Сергея Капицы была закрыта окончательно.

## О программе

### Название

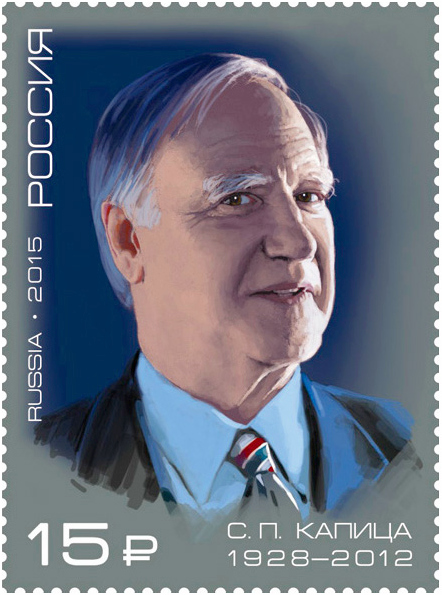
Портрет Сергея Капицы на российской почтовой марке (2015)

- Название «Очевидное — невероятное» дословно перекликается с названием постоянной рубрики «Что видим? — Нечто странное!», посвящённой оптическим иллюзиям и изображениям «невозможных» геометрических тел, в ведущем научно-популярном журнале СССР «Наука и жизнь». Во вступлении к первому материалу рубрики, опубликованному в 5-м номере журнала за 1969 год, сообщалось: «— Что видим? Изящное решение задачи! — говаривал, бывало, студентам преподаватель курса „Детали машин“, закончив вывод очередной формулы. Но бывало и так, что монолог заканчивался несколько иначе. После вопроса „Что видим?“ следовало „Нечто странное!“. Это означало: где-то допущена ошибка, изящного решения не получилось. В рисунках, помещённых на этой странице, ошибок нет, вернее, они допущены специально. Именно для того, чтобы увидеть „нечто странное“»[24].
- Капица вспоминал, что название передачи предложила его помощница Железова: «По-моему, до этого оно появлялось в фильмах, снятых Киевской киностудией»[9].
- В заставках передачи 1970—1980-х годов тире в названии отсутствовало. На официальном сайте одноимённого медиахолдинга варьируются написания «Очевидное невероятное», «Очевидное - невероятное», «Очевидное-невероятное» и «Очевидное-Невероятное». Написание с длинным тире также не встречается[25].

### Эпиграф
С 1970-х годов и вплоть до закрытия телепередачи в качестве её эпиграфа использовалось неоконченное стихотворение А. С. Пушкина «О, сколько нам открытий чудных…» (1829).
О, сколько нам открытий чудных

Готовят просвещенья дух,

И опыт, сын ошибок трудных,

И гений, парадоксов друг,

И случай, бог изобретатель.
При этом до 1988 года вторая строка стихотворения цитировалась неточно («готовит» вместо «готовят»), а последняя строка опускалась ввиду цензурирования слова «бог» на советском телевидении.

### Заставка
В 1970—1980-е годы в заставке «Очевидного — невероятного» звучала мелодия-лейтмотив Петера Томаса из популярного в СССР западногерманского документального фильма «Воспоминания о будущем», посвящённого гипотезе палеоконтакта (режиссёр Харальд Райнль, 1970). С начала 1980-х годов передачу открывали композиции «Chasing the Dream» Петера Баумана (альбом Trans Harmonic Nights, 1979), «Сладолед» болгарской группы «ФСБ» (альбом «Обичам те дотук», 1987) и другие образцы современной электронной музыки.

### «Курьер „Очевидного — невероятного“»
В 1980—1990-е годы выходило приложение к передаче — «Курьер „Очевидного — невероятного“», представлявший собой ежемесячный дайджест советских (затем российских) и мировых научно-технических новостей. В приложении демонстрировались короткие документальные и анимационные фильмы, посвящённые развитию науки и технологий, фрагменты западных научно-популярных видеосюжетов.

### Отзывы
Академик Юрий Каган: «Программа „Очевидное — невероятное“, которая шла почти 40 лет, имела огромное общественное влияние. Возникнув „на хвосте“ оттепели, она несла обществу не только знания, но и представления о нравственности».
По мнению научного обозревателя Радио «Свобода» Владимира Губайловского, высказанному в 2008 году: «Отношение публики к программе „Очевидное — невероятное“ во многом отражает отношение советской, а потом и российской аудитории к самой науке. Огромная популярность в 70-е, полное забвение в 90-е и скромное возрождение в новом веке».

## В популярной культуре
- Строки «Говорил, ломая руки, краснобай и баламут / про бессилие науки перед тайною Бермуд» из песни Владимира Высоцкого «Письмо в редакцию телевизионной передачи „Очевидное — невероятное“ из сумасшедшего дома — с Канатчиковой дачи»[33] относятся к уфологу Владимиру Ажаже[укр.] (1927—2018) — участнику резонансного выпуска передачи от 13 ноября 1976 года, посвящённого Бермудскому треугольнику[9][34][35].
- В одном из эпизодов советского мультфильма «Савушкин, который не верил в чудеса» (1983), снятого режиссёром Еленой Бариновой на студии «Киевнаучфильм» в технике тотальной анимации, фигурирует телевизор с началом передачи «Очевидное — невероятное», где ведущий произносит фразу «Добрый день!» с присущей Сергею Капице своеобразной интонацией[36].
- В начале 1980-х годов пользовалась популярностью пародия на ведущего передачи в исполнении Геннадия Хазанова[37]. Позднее в программе «Весёлые ребята» с пародией на Сергея Капицу выступил актёр Алексей Неклюдов[38].